# Michel Hunault
 (avril 2018).
Si vous disposez d'ouvrages ou d'articles de référence ou si vous connaissez des sites web de qualité traitant du thème abordé ici, merci de compléter l'article en donnant les références utiles à sa vérifiabilité et en les liant à la section « Notes et références ».
Michel Hunault, né le 14 février 1960 à Châteaubriant (Loire-Atlantique), est un homme politique français.

## Biographie

### Jeunesse et études
Michel Hunault est le fils de Xavier Hunault, ancien député et maire de Châteaubriant, et frère jumeau d’Alain Hunault, actuel maire de Châteaubriant.

### Parcours politique
Élu député RPR de la sixième circonscription de la Loire-Atlantique en 1993, Michel Hunault a été réélu successivement en 1997, 2002 et 2007 dans cette circonscription, et battu dans la nouvelle 6e circonscription de Loire-Atlantique en 2012 ; il appartenait alors au groupe Nouveau Centre, membre du comité directeur du groupe des Anciens Députés.
Lors des élections législatives de 2012, il est battu par Yves Daniel et quitte son siège de député de la nouvelle 6e circonscription redécoupée de Loire-Atlantique.
En 2014, Michel Hunault est symboliquement présent (en position non éligible) et soutient la liste « L'alternative pour Nantes » conduite par Xavier Bruckert (MoDem) lors des élections municipales.
En mars 2018, il se présente à une élection législative partielle sur la 5e circonscription des Français établis hors de France, où il obtient le score de 0,92 % des voix.
En juin 2024, il est investi dans la septième circonscription Loire-Atlantique sur une liste d'« Union des droites », constituée par Les Amis d'Éric Ciotti (« Républicains à droite »), Reconquête ! et Debout la France, soutenue par le Rassemblement national lors des élections législatives anticipées,. Il est éliminé au 2e tour par la candidate de la liste Ensemble, Sandrine Josso.

### Pacours professoral
Michel Hunault enseigne à l'Institut d'études politiques de Paris.

## Détail des fonctions et des mandats
Mandats locaux
- 20 mars 1989-18 mars 2001 : maire de Derval
- 18 mars 1985-29 mars 1992 : conseiller général du canton de Derval
- 30 mars 1992-22 mars 1998 : conseiller général du canton de Derval, Rapporteur général du budget
- 29 mars 2004-18 décembre 2015 : conseiller régional des Pays de la Loire
- 16 mars 1998 - 28 mars 2004 : vice-président du Conseil régional des Pays de la Loire, président de la commission infrastructures et transport, et président du syndicat mixte du projet d'aéroport Notre Dame des Landes

Mandats parlementaires
- 2 avril 1993-19 juin 2012 : député de la sixième circonscription de la Loire-Atlantique

## Publications
- « Prisons : La voie de l'Europe », Étvdes, janvier 2007
- La Lutte contre la corruption, le blanchiment, la fraude fiscale : l'exigence d'éthique dans les mouvements financiers, Paris, les Presses de Sciences Po, 2017, 232 p. (ISBN 978-2-7246-2130-3)[6]
- ENR2 de la Principauté de Monaco
- Rapport d'activité 2020 et 2021 du SICCFIN de Monaco